# Theresia van Lisieux

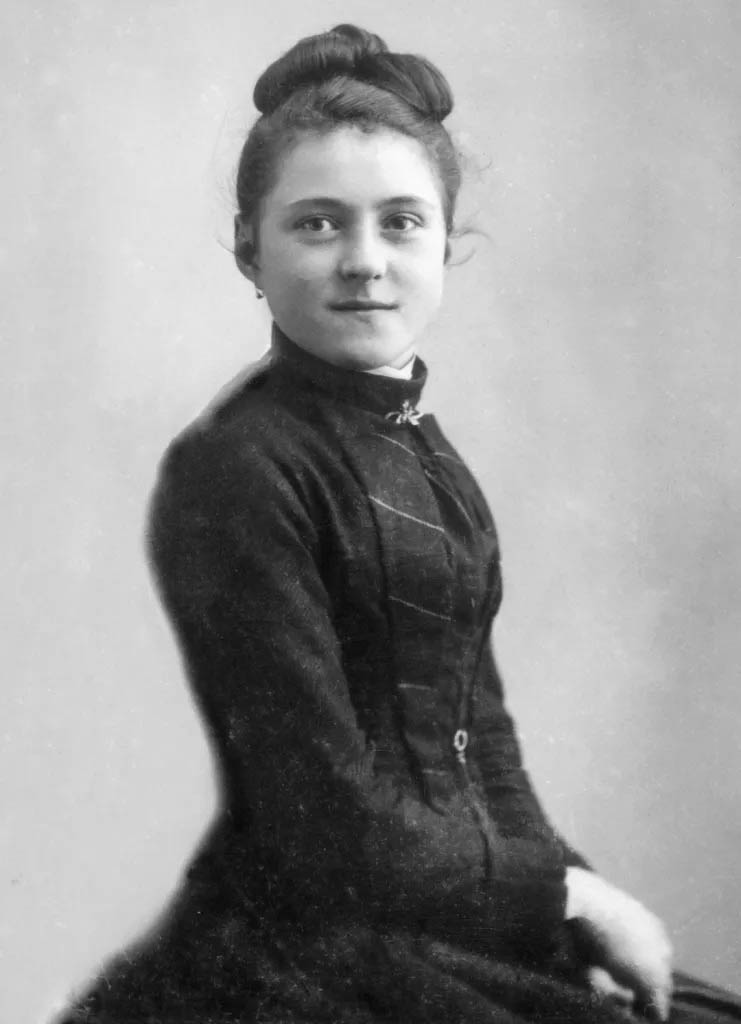
Theresia vlak voor haar intrede in het klooster

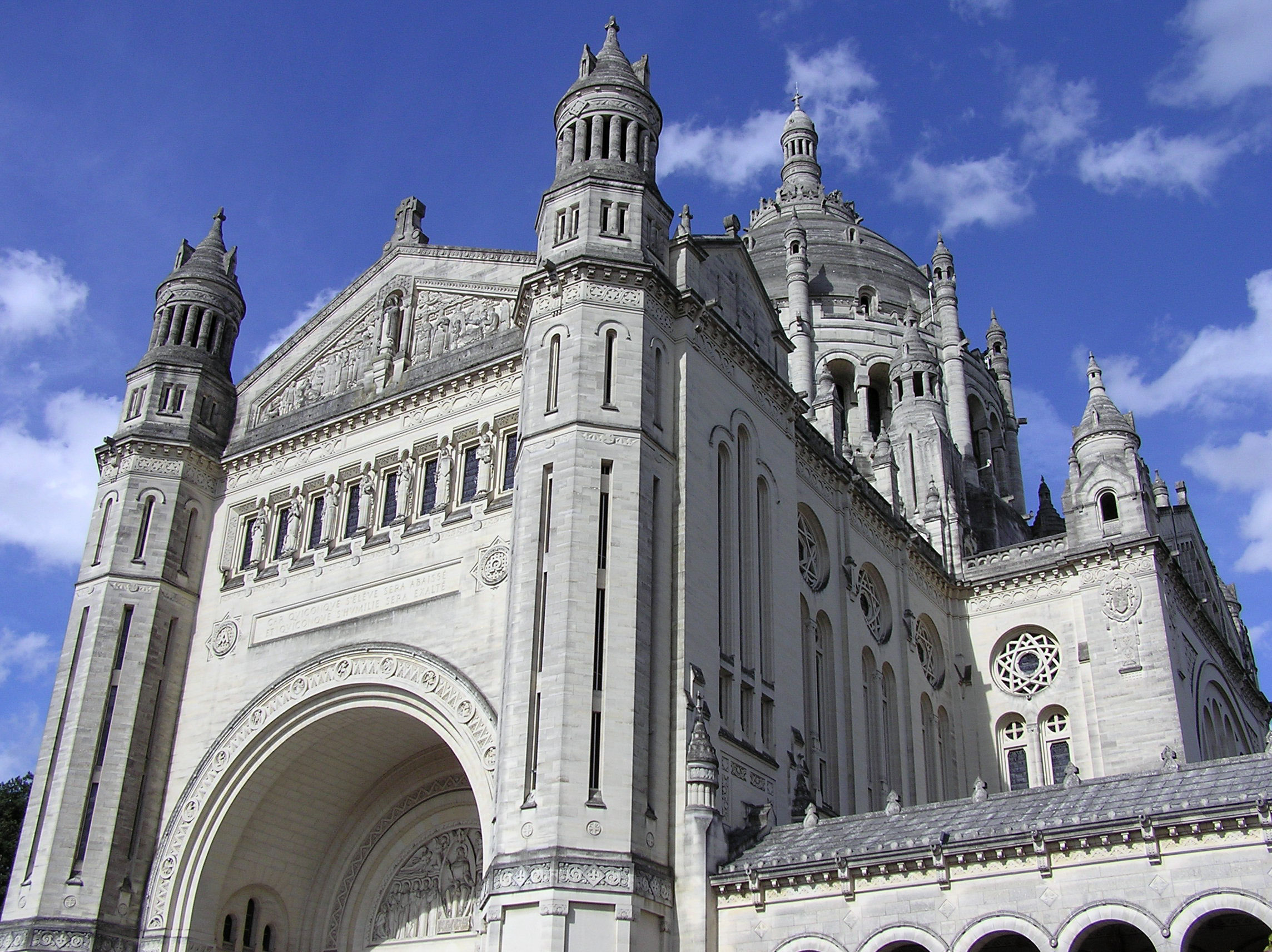
De basiliek van de heilige Theresia in Lisieux

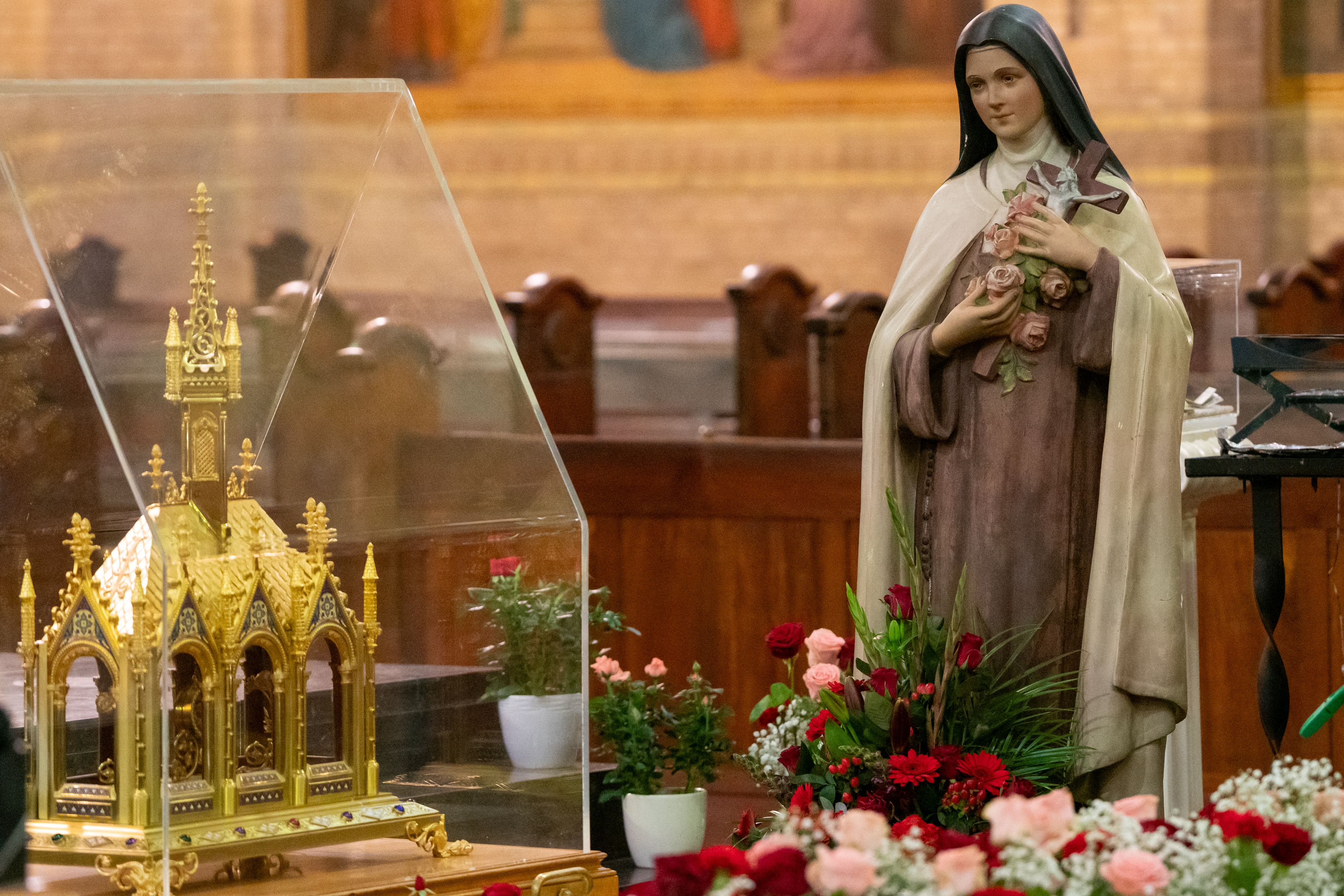
Reliekschrijn uit Lisieux met reliek van de heilige Theresia van Lisieux in de HH. Laurentius en Elisabeth Kathedraal in Rotterdam (24 mei 2024).

Theresia van Lisieux (geboren als Marie-Françoise Thérèse Martin; kloosternaam: Theresia van het Kind Jezus en het Heilig Aanschijn; Alençon, 2 januari 1873 – Lisieux, 30 september 1897) is een Franse heilige en kerklerares. Ze wordt ter onderscheid van de Spaanse heilige en kerklerares Theresia van Ávila ook wel "de kleine Theresia" genoemd. 
Ze is de patrones van missionarissen en het missiewerk, en van Frankrijk en Rusland. Haar feestdag is 1 oktober. 

## Levensloop
Theresia werd geboren in het Franse Alençon als dochter van Louis Martin en Marie-Azélie Guérin. Op haar tiende werd ze ernstig ziek. Ze bad langdurig en in stilte op haar ziekenkamertje totdat op 13 mei het Mariabeeld boven haar bed -Maria op een wolk- naar haar glimlachte, waarna ze volledig genas. 
Al op jonge leeftijd voelde Theresia dat het haar roeping was God te dienen. Ze was uitzonderlijk vroom, maar stond ook bekend om haar wilskracht en gevoel voor humor. Eind 1887, op veertienjarige leeftijd, ondernam ze een bedevaart naar Rome. Daarna besloot ze om in te treden bij de orde van de Ongeschoeide Karmelietessen in Lisieux (Normandië) waar twee zussen van haar, onder wie haar lievelingszus Pauline, al eerder waren ingetreden (een derde zus, Céline, zou in 1894 volgen). Op haar vijftiende trad zij, met toestemming van haar bisschop en moeder-overste daadwerkelijk in bij de orde. De bisschop had bij paus Leo XIII om een uitzondering gevraagd vanwege haar leeftijd en de paus zou geantwoord hebben "Als God het wil". In 1890 deed zij haar professie. In 1893 kreeg zij de zorg over novicen toebedeeld. 
Op aanwijzingen van haar zus, die op dat moment tevens overste was, begon zij in 1895 met het opschrijven van haar levensverhaal. Kort daarop, in 1896, werd tuberculose bij haar geconstateerd. De hierop volgende periode wordt uitgebreid beschreven in haar levensverhaal dat door haar ziekte een apotheose kreeg. Zo had ze een club van beschermengelen en het was Jezus zelf die haar kussen van liefde gaf. In september 1897 overleed Theresia aan haar ziekte, 24 jaar oud.

## Histoire d'une âme
Na haar dood vertelde een medezuster dat er 'niets bijzonders' over de jonge Theresia te vertellen was. Maar door haar diepe verbondenheid met Jezus wist zij het geloof wel heel dichtbij te brengen en zeer intens te vertellen. Dit is mede de reden dat haar autobiografie of hagiografie Histoire d'une âme (Het verhaal van een ziel) zo breed aansloeg en in meer dan 40 talen is vertaald. Het was haar zuster Agnès de Jésus die de autobiografie uit een drietal manuscripten heeft samengesteld en bewerkt.   
In het boek verhaalt Theresia hoe de liefde haar roeping werd, en hoe de kleine weg haar spiritualiteit vormde. Ze adviseerde de lezer om altijd eenvoudig en kinderlijk gehoorzaam te blijven. Genade zou vooral aan de kleinen toekomen. De natuurlijke onschuld van kinderen zette ze af tegen de zondige en goddeloze wereld van volwassenen. Niet in de laatste plaats bad zij voor lauwe en 'onheilige' priesters, wat blijkbaar een probleem vormde. Een jonge seminarist vroeg haar eens zich aan zijn zielenheil te willen wijden. Na dit invloedrijke werk verschenen nog tal van andere boeken over Theresia, wat de raderen in Rome voor haar heiligverklaring een paar tandjes harder deed draaien. 

## Rol fotografie
Van Theresia van Lisieux zijn 47 foto's bewaard, wat uitzonderlijk veel is voor een 19e-eeuwse heilige. 41 van deze foto's werden in de Karmel van Lisieux genomen door Céline Martin, een zus van Theresia die in 1894 was ingetreden. Zij nam bij haar intrede een fotocamera mee en documenteerde in de loop der jaren het leven in de Karmel met honderden foto's.

## Zalig- en heiligverklaring(en)
Op 29 april 1923 werd Theresia zalig verklaard. 
Haar heiligverklaring volgde op 17 mei 1925 met de bul Vehementer exultamus hodie van paus Pius XI. Ze werd de patrones van missionarissen en het missiewerk. Ze is ook beschermheilige van Frankrijk en Rusland. Als heilige wordt Theresia van Lisieux afgebeeld als karmelietes die een crucifix en rozen tegen de borst houdt, naar een bekende uitspraak van haar: "Ik wil het rozen [= zegeningen] laten regenen op aarde". 
Over Theresia van Lisieux zei Titus Brandsma (1881-1942): "Veelal verwacht men van een heilige iets bijzonders, iets dat van het gewone afwijkt, iets dat men de poëzie van een heiligenleven zou kunnen noemen. En nu ziet men het zo prozaïsch gewoon, dat men er uiterlijk de heilige niet in ziet. Maar dat is juist de ware heiligheid".
In 1997 werd Theresia, als derde vrouw in de geschiedenis, door paus Johannes Paulus II tot kerkleraar uitgeroepen.
In 2015 verklaarde paus Franciscus de ouders van Theresia, Louis Martin en Marie-Azélie Guérin heilig.

## Divers nalatenschap

### Gebouwen
Aan de rand van de stad Lisieux is ter ere van Theresia een enorme basiliek gebouwd, die door vele pelgrims en toeristen wordt bezocht.
Veel kerken bezitten beelden of relikwieën van Theresia van Lisieux. Na haar verheffing tot kerklerares in 1997 maakten de relieken van de heilige een reis door de wereld. Van 20 januari tot en met 21 februari 1999 deden ze Nederland aan. In 2024 van 24 mei tot 17 juni opnieuw, echter beperkt tot het bisdom Rotterdam, in de parochie HH. Laurentius en Elisabeth in Rotterdam, H. Augustinus in Wassenaar e.o., HH. Petrus en Paulus in Leiden en de parochies van Den Haag. 
Een groot aantal kerken, scholen, particuliere woningen en rooms-katholieke instellingen zijn vernoemd naar Theresia van Lisieux. In Nederland zijn Sint-Theresiakerken te vinden in onder andere Den Haag, Tilburg, Eindhoven, Maastricht-Biesland, Landgraaf-Lauradorp, Ransdaal, Boukoul en Bolnes (een kapel); in België in Anzegem, As, Berchem, Bredene, Ekeren, Schaarbeek, Slypskapelle, Trooz en Wevelgem. Van de scholen kunnen genoemd worden het Theresialyceum in het Nederlandse Tilburg, het Sint-Theresiacollege in het Belgische Kapelle-op-den-Bos en de voormalige Licieux-school in Suriname.

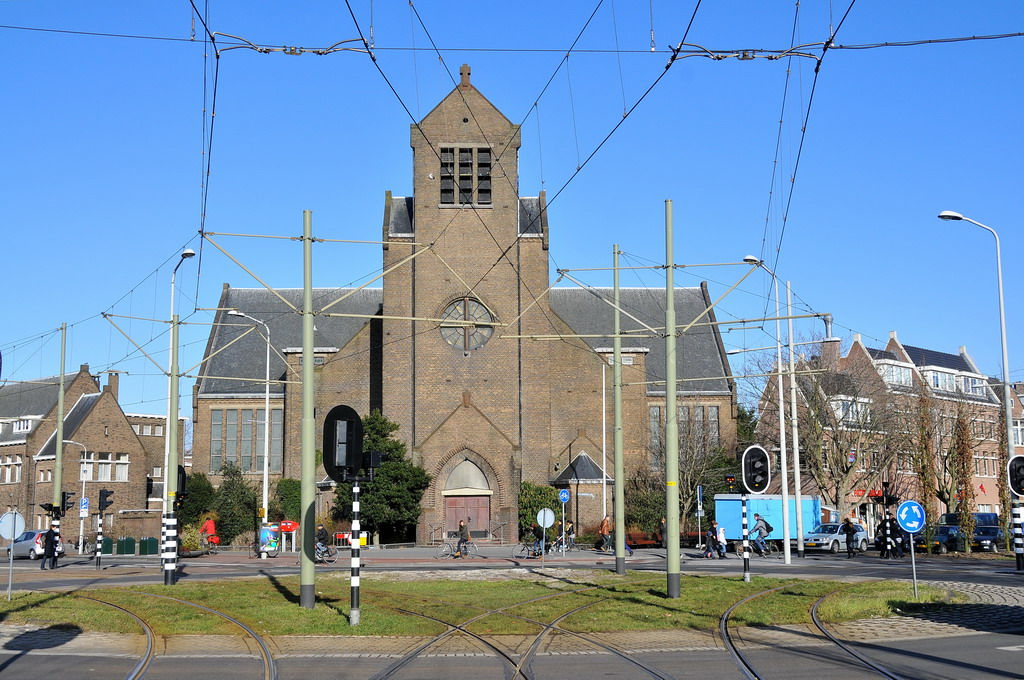
Theresia van Lisieuxkerk, Den Haag
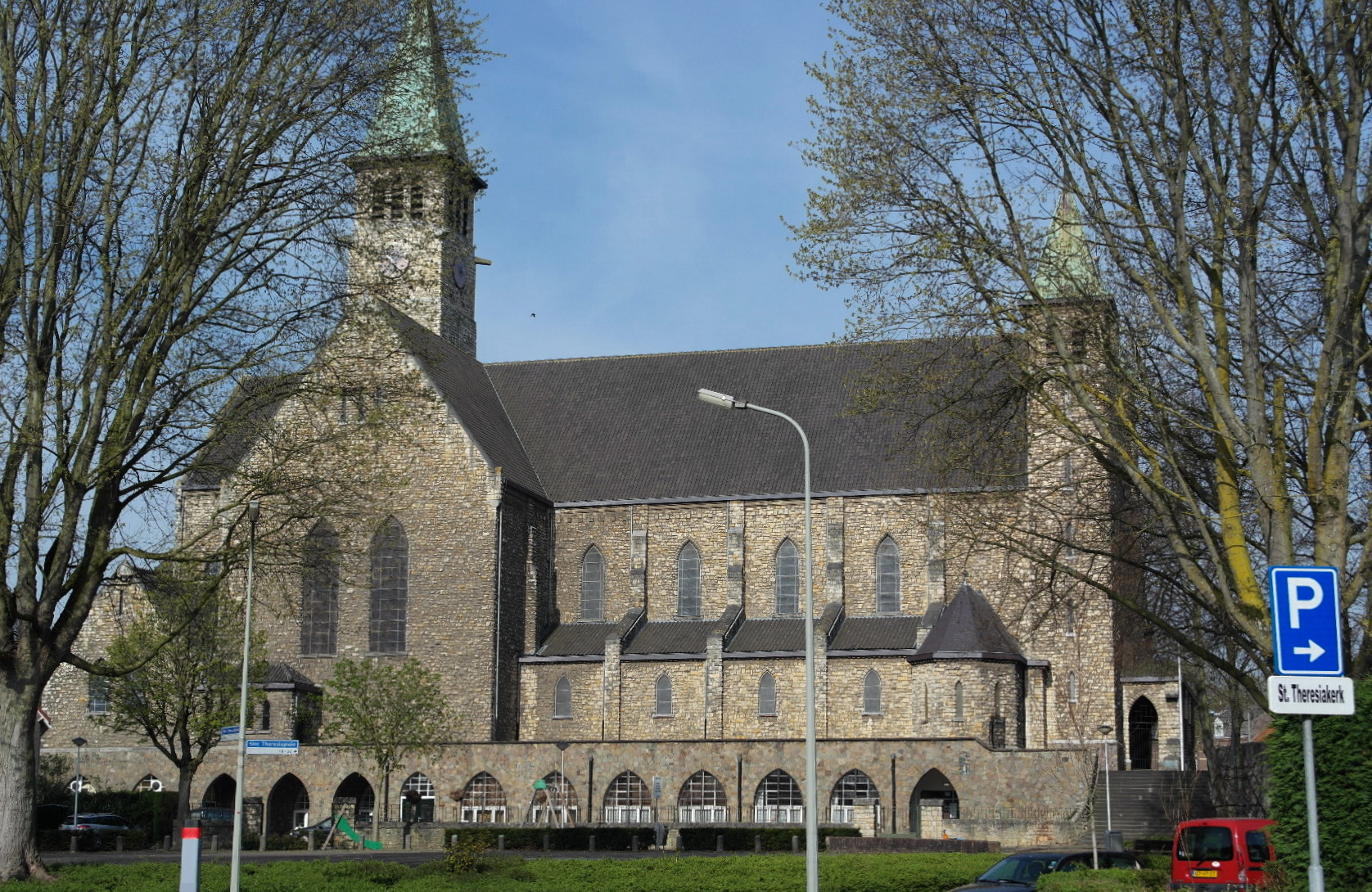
St.-Theresiakerk, Maastricht
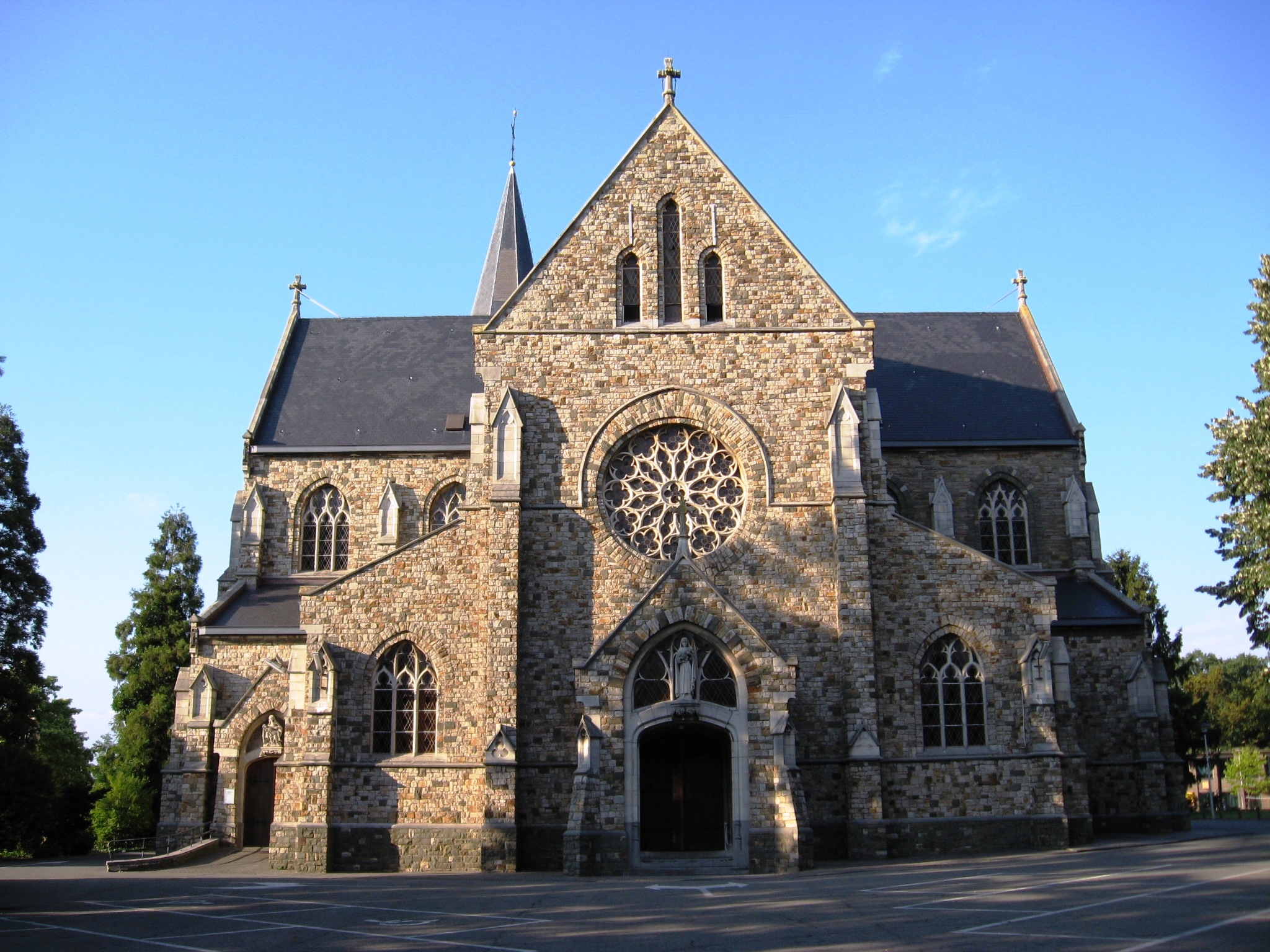
St.-Theresiakerk, As
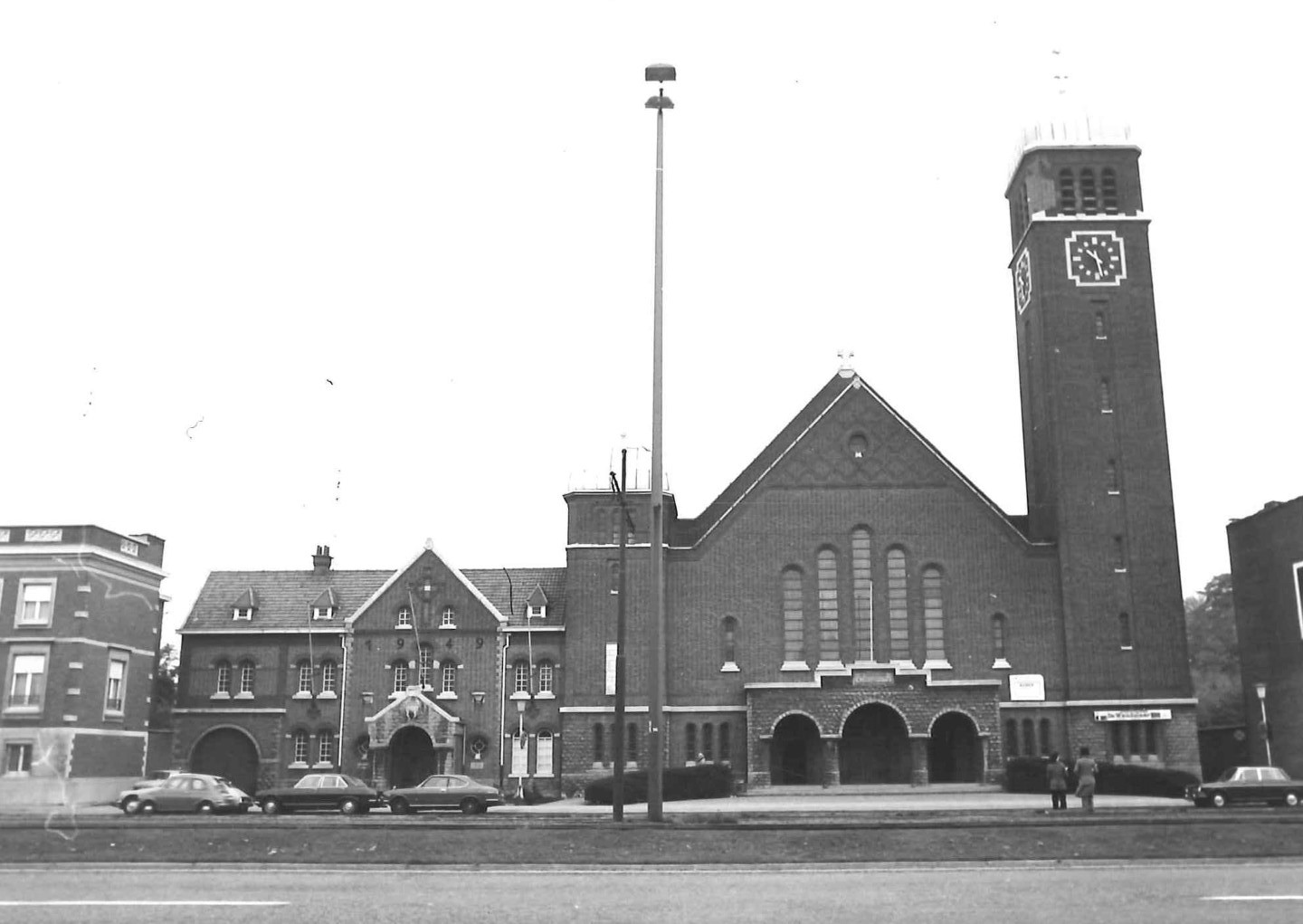
St.-Theresiakerk, Berchem
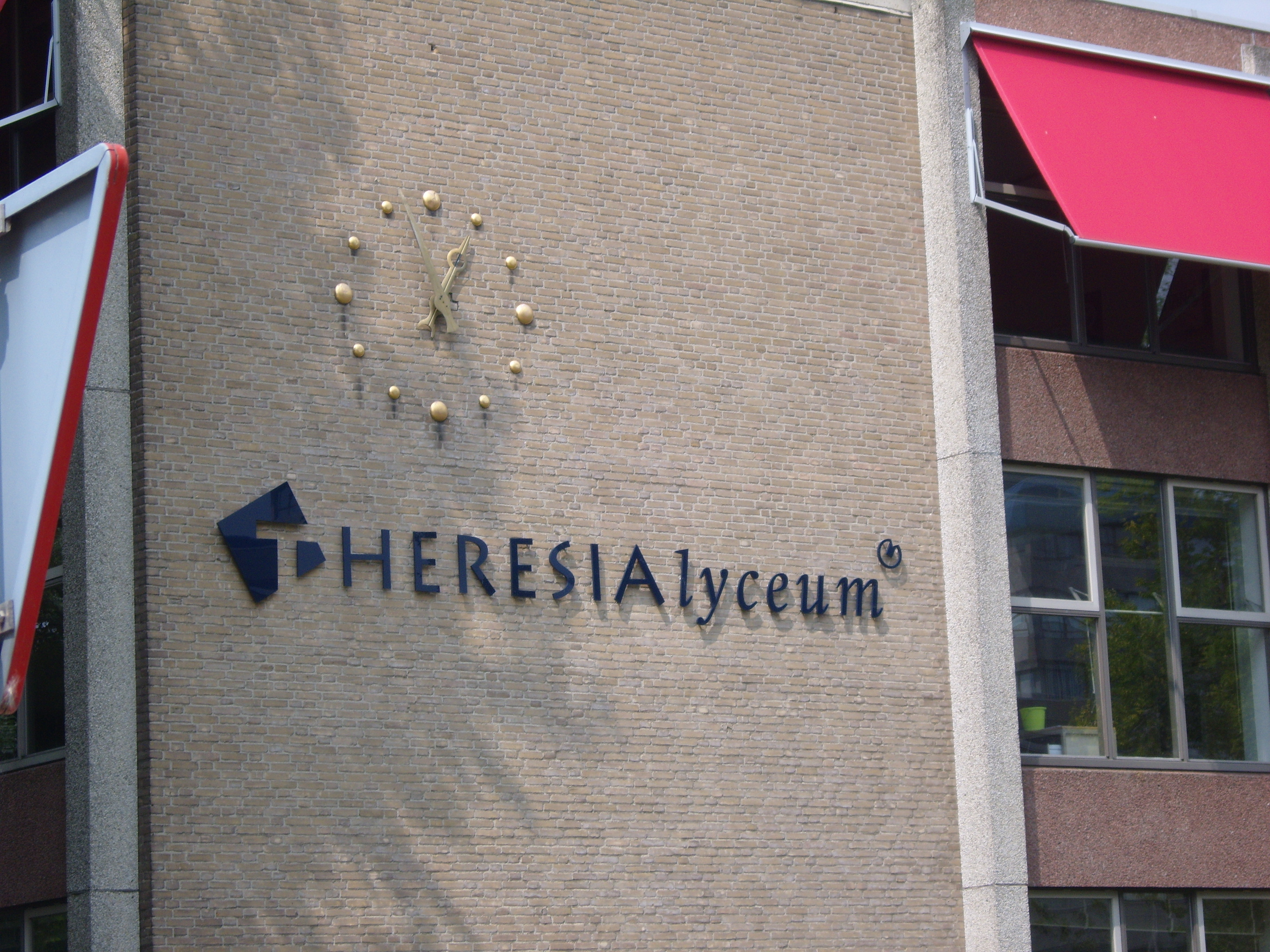
Logo Theresialyceum, Tilburg
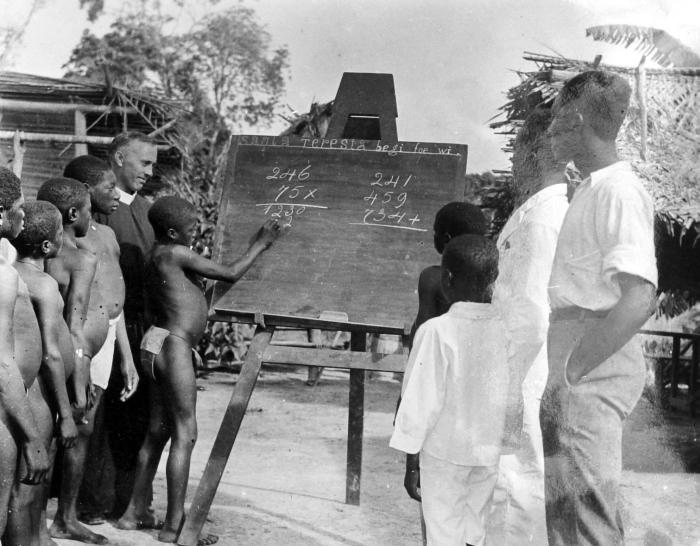
Lisieux-school in Suriname, 1943, collectie Nationaal Museum van Wereldculturen. Aan de boven kant van het schoolbord staat: Santa Teresia begi foe wi (Heilige Teresia bidt voor ons)

### Meisjesnamen
Niet alleen de heiligverklaarden Therese Neumann (1898-1962) en Moeder Teresa (1910-1997) zijn vernoemd naar Theresia van Lisieux. Ook veel meisjes in het Nederlandse taalgebied zijn, direct of indirect, naar haar genoemd. Haar persoonlijk verhaal was ander leesvoer dan men van religieuzen tot dan toe gewend was; het bood een levendige en directe visie op het dagelijks leven en de plaats van religie daarin.

### Nederlandstalige romans
In 2006 verscheen de roman "Theresia was mijn naam" van  Willem van 't Hof; de ik-figuur beweert een reïncarnatie van Theresia te zijn.
In 2009 verscheen het boek Kleine zielen van Kristien Hemmerechts. Het verhaal gaat over de kleine Marthe die met haar moeder op bedevaart naar Lisieux gaat. Daar raakt haar leven verstrengeld met dat van Theresia van Lisieux.

## Aflaat
Degenen die het scapulier van Onze Lieve Vrouw van de berg Karmel dragen, kunnen volgens de rooms-katholieke leer op de naamdag van Theresia – 1 oktober – een aflaat verdienen.

## Primaire bronnen
- Thérèse de Lisieux, Oeuvres Complètes, Paris: Éditions du Cerf/Desclée De Brouwer, 1992
- Thérèse de Lisieux, Conseils et souvenirs. Recuillis par Soeur Geneviève, soeur et novice de Thérèse, Paris: Éditions du Cerf, 2009
- Thérèse de Lisieux, Lettres à mes frères prètres, Paris: Éditions du Cerf, 2010
- Sainte Thérèse de l'Enfant Jesus, Manuscripts autobiographiques, Lisieux: Office Central de Lisieux, 1957
- Sainte Thérèse de l'Enfant-Jésus et la la Sainte-Face, Théâtre au Carmel - Récréations pieuses, Paris: Éditions du Cerf, 1985
- Sainte Thérèse de L'Enfant-Jésus et de la Sainte-face, Dernières paroles. Toutes les Paroles recueillies pendant ses six derniers mois, Paris: Éditions du Cerf, 1992
- Zélie et Louis Martin, Correspondance Familiale 1863-1885, Paris: Éditions du Cerf, 2004
- Theresia van Lisieux, Ik ga het leven binnen, Gent: Carmelitana/Tielt: lannoo, 1975
- Theresia van Lisieux, Brieven, Gent: Carmelitana, 1983
- St. Thérèse of Lisieux, Story of a Soul. The Autobiography of St. Thérèse of Lisieux., red. John Clarke, O.C.D., Washington, DC: ICS Publications, 2002
- Saint Thérèse of Lisieux, The Story of a Soul. The Autobiography of St. Thérèse of Lisieux, Trabuco Canyon: Source Books, 2002

## Secundaire literatuur
- Patrick Ahern, Maurice & Thérèse. Het verhaal van een liefde. De briefwisseling tussen Thérèse van Lisieux en Maurice Bellière, Gent: Carmelitana, 2000
- Ruldof van Dijk, Gerry van der Loop, Karmelregel. Een Cursusboek in Twaalf Modules voor Gemeenschappelijk en Persoonlijk Gebruik, Gent: Carmelitana, 2004
- Marie-Dominique Philippe, Kracht in zwakheid. De kleine weg van Thérèse, Oegstgeest: Colomba, 2005
- Kees Waayman, De Mystieke Ruimte van de Karmel, Gent: Carmelitana, 2004
- Ida Friederike Görres, Het Verborgen Gelaat, schets tot een levensbeeld van Thérèse van Lisieux,Uitgeverij Het Spectrum, Utrecht - Brussel, 1950
- Abbé André Combes,Sainte Thérèse de L'Enfant-Jésus et la Souffrance, Paris: J. Vrin, 1948
- Jacques Fau, En Retraite avec sainte Thérèse. Méditer l'Acte d'Offrande a l'Amour Miséricordieux, Paris: Éditions du Cerf, 2007
- François Jamart, The Complete Spiritual Doctrine of St. Thérèse of Lisieux, Staten Island, NY: The Society of St. Paul, [1961] 2009
- Dwight Longenecker, St. Benedict and St. Thérèse. The Little Rule & the Little Way, Herefordshire: Gracewing, 2002
- Thérèse Mercury, Récréations Thérésiennes. Regard sur l'Oeuvre Théatrale de Sainte Thérèse de l'Enfant-Jesus, Nice: Éditions Bénévent, 2007
- Louis-Georges Papon, L'íncidence de la vérité chez Thérèse de Lisieux. Catholicisme, psychanalyse, Paris: Éditions du Cerf, 2006
- Stéphane-Joseph Piat, Histoire d'une Famille. Louis et Zélie Martin, Marie, Pauline, Léonie, Céline, Thérèse, Paris: Tequi, 1997
- Stéphane-Joseph Piat, The Story of a Family. The Home of St. Thérèse of Lisieux, Rockford, Ill.: Tan Books, 1994
- Constant Tonnelier, le Livre de L'Imitation de Jésus Christ et Thérèse de l'Enfant-Jésus, Toulouse: Édition du Carmel, 1999

Albertus de Grote · Alfonsus van Liguori · Ambrosius van Milaan · Anselmus van Canterbury · Antonius van Padua · Athanasius van Alexandrië · Augustinus van Hippo · Basilius de Grote · Beda Venerabilis · Bernardus van Clairvaux · Bonaventura van Bagnoregio · Catharina van Siena · Cyrillus van Alexandrië · Cyrillus van Jeruzalem · Efrem de Syriër · Franciscus van Sales · Gregorius de Grote · Gregorius van Narek · Gregorius van Nazianze · Hiëronymus van Stridon · Hilarius van Poitiers · Hildegard van Bingen · Ireneüs van Lyon · Isidorus van Sevilla · Johannes Chrysostomus · Johannes Damascenus · Johannes van het Kruis · Laurentius van Brindisi · Leo de Grote · Petrus Canisius · Petrus Chrysologus · Petrus Damiani · Robertus Bellarminus · Theresia van Ávila · Theresia van Lisieux · Thomas van Aquino